# Rohrtrenner

Symbol eines Rohrtrenners

Ein Rohrtrenner (RT) ist eine Sicherungsarmatur, die bei einem bestimmten einzustellenden Ansprechdruck die Trinkwasserleitung sichtbar trennt und damit ein Rückfließen von möglicherweise verschmutztem Trinkwasser in die Trinkwasserleitung verhindert. Der Ansprechdruck liegt 0,5 bar über dem Ausgangsdruck des Rohrtrenners, also dem Druck des nachfolgenden Leitungsnetzes.
Rohrtrenner werden entsprechend den Gefährdungsklassen des Trinkwassers verwendet.
Es gibt sie in drei Ausführungen:
- Rohrtrenner EA1 ist ständig in Durchflussstellung und trennt, wenn der Eingangsdruck unter den Ansprechdruck des Rohrtrenners abfällt. Der verminderte Eingangsdruck gibt eine Feder frei, deren Schließkörper die Trinkwasserleitung versperrt. Ein Rückflussverhinderer verhindert das Leerlaufen des Strangs. Die sichtbare Trennung des Rohres beträgt 20 mm.
- Rohrtrenner EA2 ist ständig in Trennstellung und geht erst bei Wasserentnahme auf Durchflussstellung. Die Steuerung geschieht hydraulisch oder elektrisch.
- Rohrtrenner EA3 arbeitet wie EA2, der Einbauort beträgt mindestens 300 mm über dem höchstmöglichen Wasserspiegel am Entnahmeort. Damit die Zuleitung zur Entnahmestelle leerlaufen und austrocknen kann, um eine Keimwanderung zu verhindern, sind Rückflussverhinderer im Rohrtrenner und in Fließrichtung nach dem Rohrtrenner nicht gestattet.